# Exoprosopa andamanica
Exoprosopa andamanica är en tvåvingeart som beskrevs av Tarun Kumar Pal 1991. Exoprosopa andamanica ingår i släktet Exoprosopa och familjen svävflugor. Inga underarter finns listade i Catalogue of Life.